# Peter Hirschfeld (Mediziner)
Peter Ferdinand Hirschfeld (* 18. September 1921 in Bremen; † 23. Mai 2011) war ein deutscher Sportmediziner und ehemaliger Mannschaftsarzt von Werder Bremen.

## Leben
Hirschfeld wurde in Bremen als Sohn des Juristen Johann Friedrich Georg Hirschfeld und dessen Ehefrau Ada Hester geboren.
Bereits als Obermedizinalrat machte Hirschfeld sich in Bremen Ende der 1970er-Jahre einen Namen als Klinikdirektor der Abteilung für klinische Physiotherapie am heutigen Klinikum Bremen-Mitte. 1986 gründete er als Mannschaftsarzt von Werder Bremen das sogenannte SporThep und etablierte damit qualifizierte sportmedizinische Betreuung für die Fußballer des Bundesligisten, für den Fußballer-Nachwuchs und auch für Patienten aus der Bevölkerung. Er war damit absoluter Vorreiter ähnlicher Einrichtungen, die heute fast alle Bundesligavereine unterhalten.
Er bildete Dutzende von jungen Medizinern aus nach seiner aus London übernommenen Methodik der nicht operativen Orthopädie nach Professor James Cyriax.
1979 gründete er zusammen mit seiner Mitarbeiterin Elisabeth Longton die Arbeitsgemeinschaft Orthopädische Medizin nach Cyriax (kurz: AOM).
Für seine Leistungen wurde er mit Bundesverdienstkreuz ausgezeichnet.
Privat war Hirschfeld musikalisch und künstlerisch sehr interessiert, malte selbst in Öl und liebte den Tango. Er war verheiratet und hatte zwei Kinder.